# Giulio Zardo
Giulio Zardo (Montreal, 14 de julio de 1980) es un deportista canadiense que compitió en bobsleigh en la modalidad doble.
Ganó dos medallas en el Campeonato Mundial de Bobsleigh, oro en 2004 y plata en 2003. Participó en los Juegos Olímpicos de Salt Lake City 2002, ocupando el quinto lugar en la prueba doble.

## Palmarés internacional
| Campeonato Mundial | Campeonato Mundial           | Campeonato Mundial | Campeonato Mundial |
| Año                | Lugar                        | Medalla            | Prueba             |
| ------------------ | ---------------------------- | ------------------ | ------------------ |
| 2003               | Lake Placid (Estados Unidos) | Medalla de plata   | Doble              |
| 2004               | Königssee (Alemania)         | Medalla de oro     | Doble              |